# Lov om visse hovedlandevejsstrækninger
Lov om visse hovedlandevejsstrækninger er titlen på en rækkke projekterings- og anlægslove fra årene 1967-1998 for motorveje og andre hovedveje i Danmark. Frem til 1988 bar disse love tillige som regel undertitlen Den årlige hovedlandevejslov.
I løbet af 1950'erne og 1960'erne skete en stor vækst i vejtrafikken, og der opstod behov for udbygning af hovedvejsnettet. I 1959 var der kun 36 km motorvej i Danmark. Da Det store motorvejs-H var fuldendt i 1994, var den samlede længde steget til næsten 800 km.
Hidtil havde ansvaret for anlæg og vedligehold af veje ligget hos de lokale vejbestyrelser i amter og købstadskommunerne, dog delvist finansieret af staten. Den store udbygning medførte øget behov for central planlægning, ligesom den stillede høje krav til kommunernes tekniske kompetencer. I 1963 vedtog Folketinget en ny hovedlandevejslov, der flyttede det økonomiske og organisatoriske ansvar for anlæg og vedligehold af hovedlandevejene til staten. Fremover skulle alle nyanlæg vedtages af Folketinget ved særskilt anlægslov.
De mange motorvejsetaper, der blev anlagt i de efterfølgende årtier, blev vedtaget ved samlede anlægslove der alle bar titlen lov om visse hovedlandevejsstrækninger. I perioden 1967-1998 blev der vedtaget i alt 24 love med denne titel.
Det gælder fortsat, at nye statslige hovedlandeveje kun kan anlægges ved lov. Der er dog blevet længere mellem motorvejsbyggerierne, og derfor afspejler titlen på nyere anlægslove det konkrete projekt, f.eks. lov om anlæg af Haderup Omfartsvej.